# Tamani
Tamani is een gemeente (commune) in de regio Ségou in Mali. De gemeente telt 13.000 inwoners (2009).